# Generali Ladies Linz 1996
Il Generali Ladies Linz 1996 è stato un torneo di tennis giocato sul sintetico indoor. È stata la 10ª edizione del Generali Ladies Linz, che fa parte della categoria Tier III nell'ambito del WTA Tour 1996. Si è giocato a Linz, in Austria,dal 26 febbraio al 3 marzo 1996.

## Campionesse

### Singolare
Sabine Appelmans ha battuto in finale  Julie Halard-Decugis con il punteggio di 6–2, 6–4

### Doppio
Manon Bollegraf /  Meredith McGrath hanno battuto in finale  Rennae Stubbs /  Helena Suková con il punteggio di 6–4, 6–4